# Paweł Sarna (piragüista)
Paweł Sarna (Nowy Sącz, 12 de junio de 1984) es un deportista polaco que compitió en piragüismo en la modalidad de eslalon. Ganó una medalla de bronce en el Campeonato Mundial de Piragüismo en Eslalon de 2003 y cinco medallas en el Campeonato Europeo de Piragüismo en Eslalon entre los años 2004 y 2010.

## Palmarés internacional
| Campeonato Mundial | Campeonato Mundial             | Campeonato Mundial | Campeonato Mundial |
| Año                | Lugar                          | Medalla            | Competición        |
| ------------------ | ------------------------------ | ------------------ | ------------------ |
| 2003               | Augsburgo (Alemania)           | Medalla de bronce  | C2 por equipos     |
| Campeonato Europeo |                                |                    |                    |
| Año                | Lugar                          | Medalla            | Competición        |
| 2004               | Skopie (Macedonia)             | Medalla de bronce  | C2 por equipos     |
| 2007               | Liptovský Mikuláš (Eslovaquia) | Medalla de bronce  | C2 por equipos     |
| 2008               | Cracovia (Polonia)             | Medalla de plata   | C2 por equipos     |
| 2009               | Nottingham (Reino Unido)       | Medalla de bronce  | C2 por equipos     |
| 2010               | Bratislava (Eslovaquia)        | Medalla de plata   | C2 por equipos     |